# Pastel cordobés
El pastel cordobés o pastelón cordobés es un pastel tradicional de la cocina cordobesa. Suele ser una torta elaborada de hojaldre que habitualmente se rellena de cabello de ángel, cidra y en algunas ocasiones de jamón. Se suele preparar el 17 de noviembre (patronos de Córdoba: San Acisclo y Santa Victoria) desde el año 1998 en el que se viene desarrollando la denominada jornada del pastel cordobés en la que se reparte gratuitamente una porción de un pastel a cada uno de los asistentes.

## Historia
Se menciona que fue inventado a comienzos del siglo XX por dos confiteras establecidas en una pastelería de la calle San Pablo, a las que se dedicó unos versos:

"Alejandra y Francisca
las confiteras
que me daban pasteles
pa que las quiera."
Guía Secreta de Córdoba

Se suele preparar el 17 de noviembre (patronos de Córdoba: San Acisclo y Santa Victoria) desde el año 1998 en el que se viene desarrollando la denominada jornada del pastel cordobés en el que se reparte gratuitamente una porción de un pastel a cada uno de los asistentes. Fue declarado patrimonio andaluz el 20 de enero de 2001

## Características
El pastel cordobés se elabora con hojaldre y posee una forma circular. Si su tamaño es reducido (de 12-14 cm de diámetro) es denominado manolete. Su relleno de cabello de ángel y jamón serrano, es una combinación salada-dulce peculiar. Se emplea una masa mezcla de harina y manteca de cerdo (en proporciones similares), la masa se suele plegar varias veces con el objeto de preparar un hojaldre. La masa suele mezclarse con un poco de vinagre. Se suele rellenar y meter al horno, recubierto de huevo. Al sacar del horno se suele recubrir de azúcar glas y canela en polvo. Suele servirse con un vino de pasas.